# Diadelia x-flava
Diadelia x-flava là một loài bọ cánh cứng trong họ Cerambycidae.